# إي أيه سبورتس إف سي
إي أيه سبورتس إف سي هي سلسلة ألعاب كرة قدم تطورها إي أيه فانكوفر إي أيه رومانيا، ويتم نشرها عبر إي أيه سبورتس. تعد هذه السلسلة الوريثة المباشرة لسلسلة الشهيرة فيفا (FIFA) التي توقفت بعد انتهاء اتفاقية الترخيص بين إي أيه و والاتحاد الدولي لكرة القدم فيفا.
الإصدار الرئيسي الأول من سلسلة "إي إيه سبورتس إف سي"، وهو "إي إيه سبورتس إف سي 24"، تم إطلاقه في 29 سبتمبر 2023. بالإضافة إلى ذلك، تم تحديث "فيفا أونلاين 4" ليصبح "إي إيه سبورتس إف سي أونلاين" في 22 سبتمبر 2023، بينما تم تحديث "فيفا موبايل" إلى "إي إيه سبورتس إف سي موبايل" عالميًا في 26 سبتمبر 2023. أما الإصدار الرئيسي الثاني في السلسلة، "إي إيه سبورتس إف سي 25"، فقد تم إطلاقه في 27 سبتمبر 2024.

## التاريخ
في 10 مايو 2022، أعلنت كل من EA Sports وFIFA أن اتفاقية الترخيص طويلة الأمد بينهما ستنتهي في 31 ديسمبر 2022، بعد تمديد لعام واحد للسماح بإصدار "فيفا 23". كما تم الإعلان في نفس اليوم أن سلسلة ألعاب الفيديو "فيفا" الخاصة بـ EA Sports ستعاد تسميتها تحت العلامة التجارية "إي إيه سبورتس إف سي" في عام 2023.

## ألالعاب
| 2016 | فيفا موبايل                           |
| 2017 |                                       |
| 2018 | فيفا أون لاين 4                       |
| 2019 |                                       |
| 2020 |                                       |
| 2021 |                                       |
| 2022 |                                       |
| 2023 | إي أيه إف سي 24                       |
| 2024 | EA Sports FC Tactical إي أيه إف سي 25 |